# Stemmiulus marginandus
Stemmiulus marginandus är en mångfotingart som beskrevs av Loomis 1964. Stemmiulus marginandus ingår i släktet Stemmiulus och familjen Stemmiulidae. Inga underarter finns listade i Catalogue of Life.